# Marathon van Houston 2000
De Marathon van Houston 2000 (ook wel Methodist Health Care Houston) vond plaats op zondag 16 januari 2000. Het was de 28e editie van deze marathon.
De wedstrijd werd bij de mannen gewonnen door de Keniaan Stephen Ndungu in 2:11.27,7. Dit was zijn derde overwinning op rij. Hij won hiermee $ 25.000 aan prijzengeld. Bij de vrouwen was net als vorig jaar de Oekraïense Tatyana Pozdniakova het snelste. Zij won de wedstrijd in 2:32.24,5.
In totaal finishten 4404 lopers de wedstrijd, waarvan 1429 vrouwen.

## Uitslagen

### Mannen
| rang   | naam              | land | tijd      |
| ------ | ----------------- | ---- | --------- |
| Goud   | Stephen Ndungu    | KEN  | 2:11.27,7 |
| Zilver | Samson Maritim    | KEN  | 2:13.56,7 |
| Brons  | Gemechu Kebede    | ETH  | 2:13.59,7 |
| 4      | Gideon Mutisya    | KEN  | 2:15.22,8 |
| 5      | Tesfaye Bekele    | ETH  | 2:15.43,4 |
| 6      | Xolile Yawa       | RSA  | 2:16.24,4 |
| 7      | Simon Mphulanyane | RSA  | 2:17.35,0 |
| 8      | Andrew Eyapan     | KEN  | 2:17.42,9 |
| 9      | Syvion Nene       | RSA  | 2:21.20,2 |
| 10     | Simon Pride       | SCO  | 2:21.34,3 |
| 11     | Patrick Muturi    | KEN  | 2:22.05,3 |
| 12     | Petr Klimes       | CZE  | 2:22.09,1 |
| 13     | Joey Keillor      | USA  | 2:23.49,8 |
| 14     | Sam Ngatia        | KEN  | 2:25.17,9 |
| 15     | Steve Wilson      | USA  | 2:25.31,9 |

### Vrouwen
| rang   | naam                 | land | tijd      |
| ------ | -------------------- | ---- | --------- |
| Goud   | Tatyana Pozdniakova  | UKR  | 2:32.24,5 |
| Zilver | Zinaida Semyonova    | RUS  | 2:33.07,5 |
| Brons  | Wioletta Kryza       | POL  | 2:34.13,5 |
| 4      | Jackline Cherotich   | KEN  | 2:35.42,1 |
| 5      | Hilde Hovdenak       | NOR  | 2:36.50,4 |
| 6      | Lidia Grigorjeva     | RUS  | 2:38.11,0 |
| 7      | Maria-Marlene Flores | CHI  | 2:38.29,2 |
| 8      | Tatyana Zolotareva   | RUS  | 2:41.32,3 |
| 9      | Simona Staicu        | ROU  | 2:44.51,1 |
| 10     | Tania Jones          | CAN  | 2:49.33,8 |
| 11     | Janice Mccaffrey     | CAN  | 2:52.55,5 |
| 12     | Seana Larson         | USA  | 2:53.34,9 |
| 13     | Tina Escobar         | USA  | 2:55.01,2 |
| 14     | Melissa Hurta        | USA  | 2:27.01   |
| 15     | Cindy O'Neill        | USA  | 2:58.14   |

1972 ·
1973 ·
1974  ·
1975 ·
1976 ·
1977 ·
1978 ·
1979 ·
1980 ·
1981 ·
1982 ·
1983 ·
1984 ·
1985 ·
1986 ·
1987 ·
1988 ·
1989 ·
1990 ·
1991 ·
1992 ·
1993 ·
1994 ·
1995 ·
1996 ·
1997 ·
1998 ·
1999 ·
2000 ·
2001 ·
2002 ·
2003 ·
2004 ·
2005 ·
2006 ·
2007 ·
2008 ·
2009 ·
2010 ·
2011 ·
2012 ·
2013 ·
2014 ·
2015 ·
2016 ·
2017